# Carola Goldkuhl
Carola Emilia Goldkuhl, född Trotzig 25 september 1889 i Tönnersjö församling, Hallands län, död 27 september 1968 i Lidingö, var en svensk ämneslärare och författare. Hon var från 1918 gift med Gustaf Goldkuhl.
Goldkuhl, som var dotter till kyrkoherde Carl Johanson och Emilia Trotzig, avlade studentexamen 1909 och utexaminerades från Högre lärarinneseminariet i Stockholm 1912. Hon studerade även vid Jena universitet 1912 och vid Göteborgs högskola 1916. Hon var lärare i Trollhättan och Söderköping 1912–1916 och lärarvikarie i Stockholm under 1920-talet. Hon tjänstgjorde även hos Arbetarnas bildningsförbund 1924 och vid Tekniska institutet i Stockholm 1935–1945. Hon var föreläsare vid Folkbildningsförbundet från 1918 och skrev åtskilliga artiklar i kulturhistoriska ämnen.